# Lisa Brenner
Lisa Brenner, född 12 februari 1974 i Long Island, New York, USA, är en amerikansk skådespelare.

## Filmografi i urval
- The Librarian: Return to King Solomon's Mines (2006)
- The Librarian: Quest for the Spear (2004)
- 2000 - Patrioten
- 1970 - All My Children - 1994